# Uddevalla Basket
Uddevalla Basket är en svensk basketklubb från Uddevalla, grundad 1992 under namnet Olympik Basket Boll Klubb.